# Clube Desportivo das Aves 1930
El Clube Desportivo das Aves 1930 es un equipo de fútbol de Vila das Aves, Portugal, que juega actualmente en la segunda división de la Asociación de Fútbol del Porto. Fue fundado el 12 de noviembre de 1930. Ha jugado tres temporadas en la máxima categoría, después de haber sido promovidos de la LigaPro 2016-17 y participado en la temporada 2017-18.  
El 20 de mayo de 2018 obtuvo el primer título de su historia, al derrotar al Sporting de Lisboa por 2-1 en la final de la Copa de Portugal.
El 1 de septiembre de 2020 el Club se desvinculó de la SAD y creó un equipo sénior para disputar la Segunda División de la Asociación de Fútbol de Oporto.
El 8 de octubre de 2020, tras la desistencia de la SAD de participar en el Campeonato de Portugal, el club fue refundado con el nombre Clube Desportivo das Aves 1930.

## Uniforme
- Uniforme titular: Camiseta roja con rayas blancas, pantalón y medias rojas.
- Uniforme alternativo: Camiseta blanca con mangas rojas, pantalón blanco, medias rojas.

## Palmarés

### Torneos Nacionales (3)
- Segunda División de Portugal (1): 1984-85
- Tercera División de Portugal (1): 1983-84
- Copa de Portugal (1): 2017-18